# B. J. Novak
Benjamin Joseph Manaly Novak (n. 30 iulie 1979, Massachusetts, SUA) este un actor, comic, scriitor, scenarist și regizor american. Este cel mai cunoscut ca unul dintre scenariștii, producătorii executivi și regizorii serialului sitcom NBC La birou (2005–2013), în care a interpretat și rolul lui Ryan Howard. Ca actor, Novak a mai interpretat rolul lui PFC Smithson "The Little Man" Utivich în Ticăloși fără glorie (2009), Robert B. Sherman în Saving Mr. Banks: În căutarea poveștii (2013) și Harry J. Sonneborn în Fondatorul (2016).

## Filmografie - actor

### Film
| An   | Titlu                    | Rol                   | Note                                    |
| ---- | ------------------------ | --------------------- | --------------------------------------- |
| 2006 | Unaccompanied Minors     | Flight Attendant      |                                         |
| 2007 | Knocked Up               | Unnamed Doctor        |                                         |
| 2007 | Reign Over Me            | Mr. Fallon            |                                         |
| 2009 | Inglourious Basterds     | Pfc. Smithson Utivich |                                         |
| 2011 | The Smurfs               | Baker Smurf           | Rol de voce                             |
| 2012 | The Dictator             |                       | nemenționat                             |
| 2013 | The Internship           | Male Interviewer      |                                         |
| 2013 | The Smurfs 2             | Baker Smurf           | Rol de voce                             |
| 2013 | Saving Mr. Banks         | Robert B. Sherman     |                                         |
| 2014 | The Amazing Spider-Man 2 | Alistair Smythe       |                                         |
| 2016 | The Founder              | Harry J. Sonneborn    |                                         |
| 2022 | Vengeance †              | Ben Manalowitz        | Și scenarist și regizor. Post-producție |

### TV
| An        | Titlu               | Rol         | Note |
| --------- | ------------------- | ----------- | --- |
| 2003      | Punk'd              | Field Agent | |

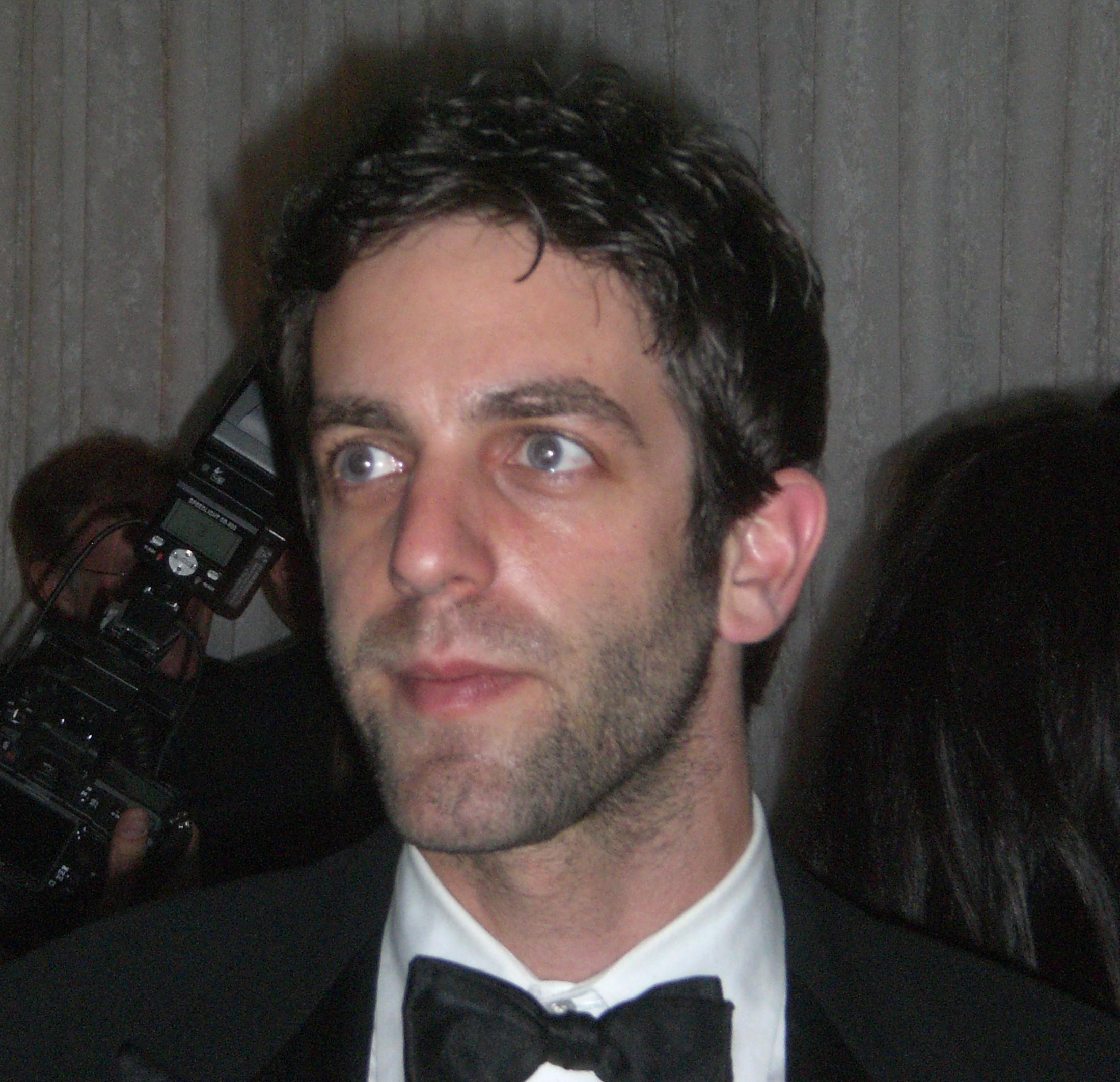
B. J. Novak în 2008

| 2005–2013 | The Office          | Ryan Howard | 166 episoade Screen Actors Guild Award for Outstanding Performance by an Ensemble in a Comedy Series (2006, 2007) Nominalizare—Primetime Emmy Award for Outstanding Comedy Series (2007–2011) Nominalizare—Screen Actors Guild Award for Outstanding Performance by an Ensemble in a Comedy Series (2008–2012) Nominalizare—Prism Award for Best Performance in a Comedy Series (2009) |
| 2013–2016 | The Mindy Project   | Jamie       | 5 episoade: - Sezonul 1, Episodul 13 – "Harry and Sally" - Sezonul 1, Episodul 14 – "Harry and Mindy" - Sezonul 1, Episodul 24 – "Take Me With You" - Sezonul 3, Episodul 21 – "Best Man" - Sezonul 5, Episodul 7 – "Revenge of the Nurse" |
| 2014      | Community           | Mr. Egypt   | Sezonul 5, Episodul 13 – "Basic Sandwich" (cameo) |
| 2014      | The Newsroom        | Lucas Pruit | 4 episoade: - Sezonul 3, Episodul 3 – "Main Justice" - Sezonul 3, Episodul 4 – "Contempt" - Sezonul 3, Episodul 5 – "Oh Shenandoah" - Sezonul 3, Episodul 6 – "What Kind of Day Has It Been" |
| 2015      | Arthur              | MC          | Sezonul 19, Episodul 10 – "The Last Day" (voce) |
| 2016–2018 | Crazy Ex-Girlfriend | Rolul său   | 2 episoade: - Sezonul 1, Episodul 13 – "Josh and I Go to Los Angeles" (cameo) - Sezonul 3, Episodul 10 – "Oh, Nathaniel, It's On!" (cameo) |